# Klaus Mann
Klaus Heinrich Thomas Mann (født 18. november 1906 i München, Tyskland, død 21. maj 1949 i Cannes, Frankrig) var en tysk forfatter.
Mann, der var ældste søn af Thomas Mann og hustru Katia, begyndte sin litterære karriere i 1925 med Der fromme Tanz og skrev i de følgende år noveller, essays, romaner og artikler i tidsskrifter. Han beskæftigede sig med emner, der var tabuiserede i samtiden og blev derfor opfattet som en outsider. I 1933 nødvendiggjorde nazismens opkomst, at han sammen med familien emigrerede fra Tyskland, i første omgang til Paris og Amsterdam. Hans værker blev nu kendetegnet ved en modstand mod nazismen. Han var fra 1936 bosat i USA og begyndte også at udgive på engelsk. Året efter mødte han sin senere partner, amerikaneren Thomas Quinn Curtiss. Klaus Mann blev amerikansk statsborger i 1943 og vendte i 1944 under 2. verdenskrig tilbage til Europa som soldat i de allieredes felttog i Italien. Han begik selvmord i 1949.
De meste kendte værk af Klaus Mann er romanen Mephisto, hvor han beskriver en medløbernatur. Bogen, der blev filmatiseret i 1980 og udkom på dansk i 1987, læses ofte som en nøgleroman, da hovedpersonen skulle være Manns tidligere svoger Gustaf Gründgens. Selvbiografien Vendepunktet findes både i engelsk og tysk version, hvoraf den tyske Der Wendepunkt er mest omfattende. Mens den engelske udkom i 1942 er den tyske udgivet posthumt i 1952. Den er oversat til dansk i 1991.